# Stine (Vorname)
Stine ist ein weiblicher Vorname.

## Herkunft und Bedeutung
Der Name wird vor allem im Norwegischen und Dänischen verwendet und ist eine Kurzform von Christine und anderen auf -stine endenden Namen.

## Bekannte Namensträgerinnen
- Stine Bjerregaard (* 1986), dänische Schauspielerin
- Stine Bredal Oftedal (* 1991), norwegische Handballspielerin
- Stine Fischer Christensen (* 1985), dänische Schauspielerin
- Stine Egede (* 1964), grönländische Politikerin und Polizistin
- Stine Lise Hattestad (* 1966), norwegische Freestyle-Skierin
- Stine Hovland (* 1991), norwegische Fußballspielerin
- Anne Stine Ingstad (1918–1997), norwegische Archäologin
- Stine Brun Kjeldaas (* 1975), norwegische Snowboarderin
- Stine Küspert (* 1999), deutsche Badmintonnationalspielerin
- Stine Pilgaard (* 1984), dänische Schriftstellerin
- Stine Stengade (* 1972), dänische Theater- und Filmschauspielerin